# Дослідження Урана

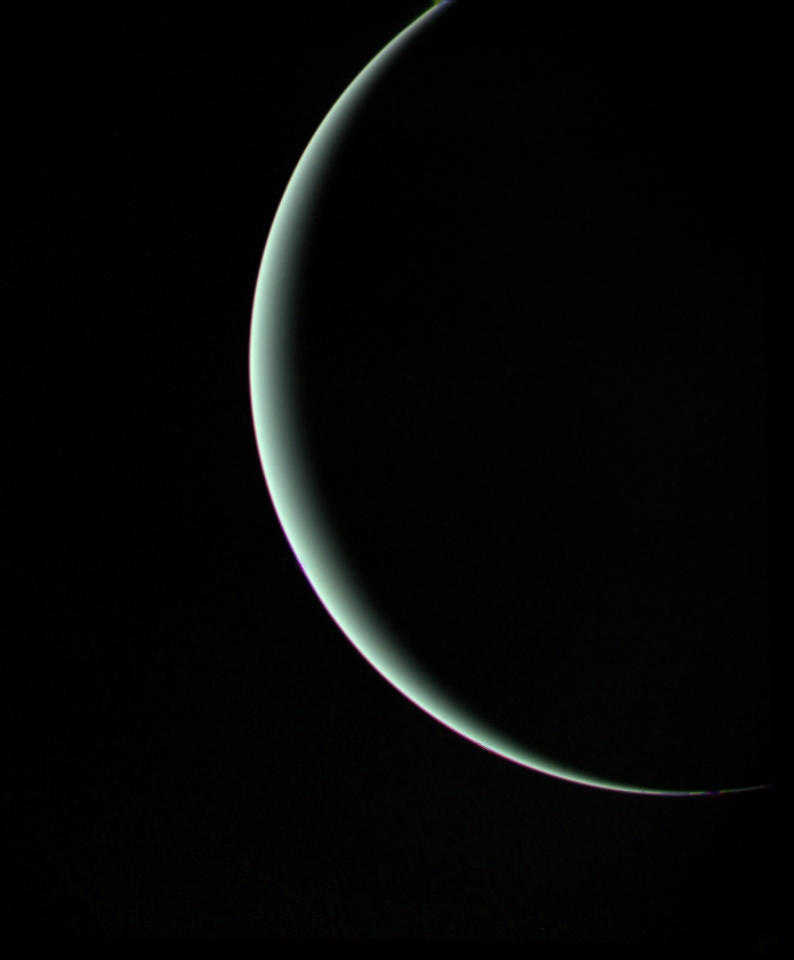
Кольорова фотографія Урана, зроблена «Вояджером-2» в 1986 році.

Дослідження Урана в наш час здійснюються за допомогою телескопів. Повз Уран пролетів лише один космічний апарат — зонд НАСА «Вояджер-2»; максимальне наближення (на 81 500 км) відбулося 24 січня 1986 року. «Вояджер-2» відкрив 10 супутників Урана, дослідив його холодну атмосферу і систему кілець, відкривши два нових кільця. Крім того, він також сфотографував п'ять великих супутників Урана і виявив, що їхні поверхні вкриті ударними кратерами й каньйонами.
Запропоновано низку спеціальних дослідницьких місій до Урана, але станом на 2023 рік жодна з них не була затверджена.

## Хронологія відкрить в системі Урана
| Дата       | Відкриття                       | Першовідкривач                                                 |
| ---------- | ------------------------------- | -------------------------------------------------------------- |
| 13.03.1781 | Уран                            | Вільям Гершель                                                 |
| 11.01.1787 | Титанія й Оберон                | Вільям Гершель                                                 |
| 22.02.1789 | Гершель згадує про кільця Урана | Вільям Гершель                                                 |
| 24.10.1851 | Ариєль і Умбрієль               | Вільям Ласселл                                                 |
| 16.02.1948 | Міранда                         | Джерард Койпер                                                 |
| 10.03.1979 | Система кілець Урана            | Відкрита групою дослідників                                    |
| 30.12.1985 | Пак                             | Стівен Сіннот і апарат «Вояджер-2»                             |
| 03.011986  | Джульєтта і Порція              | Стівен Сіннот і апарат «Вояджер-2»                             |
| 09.01.1986 | Крессіда                        | Стівен Сіннот і апарат «Вояджер-2»                             |
| 13.01.1986 | Дездемона, Розалінда й Белінда  | Стівен Сіннот і апарат «Вояджер-2»                             |
| 20.01.1986 | Корделія й Офелія               | Річард Терріл і апарат «Вояджер-2»                             |
| 23.01.1986 | Б'янка                          | Бредфорд Сміт і апарат «Вояджер-2»                             |
| 06.09.1997 | Калібан і Сікоракса             | Відкриті групою дослідників                                    |
| 18.05.1999 | Пердіта                         | Еріх Каркошка і апарат «Вояджер-2» (на знімках від 18.01.1986) |
| 18.07.1999 | Сетебос, Стефано і Просперо     | Відкриті групою дослідників                                    |
| 13.08.2001 | Трінкуло, Фердинанд і Франциско | Відкриті групою дослідників                                    |
| 25.08.2003 | Меб і Купідон                   | Марк Шоволтер і Джек Ліссауер                                  |
| 29.08.2003 | Маргаріта                       | Скотт Шеппард і Девід Джуїтт                                   |
| 23.08.2006 | Темна пляма Урана               | Космічний телескоп ім. Габбла і група дослідників              |

## «Вояджер-2»
«Вояджер-2» максимально наблизився до Урана 24 січня 1986 року, пролетівши у 81 500 км від верхніх шарів хмар його атмосфери. Це був перший проліт повз планету після того, як «Вояджер-1» завершив свою подорож до зовнішніх планет на супутнику Сатурна Титані.
Уран — третя за розміром і четверта за масою планета Сонячної системи. Він обертається навколо Сонця на відстані близько 2,8 млрд км від нього і робить один оберт орбітою кожні 84 роки. Тривалість доби на Урані, виміряна «Вояджером-2», становить 17 годин 14 хвилин. Уран відрізняється тим, що обертається, «лежачи на боку». Вважається, що таке незвичне положення є результатом зіткнення з тілом розміром із планету на початку історії Сонячної системи. Через таку дивну орієнтацію — коли полярні регіони протягом тривалого часу піддаються впливу сонячного світла або темряви, а також через те, що «Вояджер-2» мав прибути приблизно в час сонцестояння Урана, — вчені не знали точно, якими проблемами супроводжуватиметься проліт зонда повз Уран.

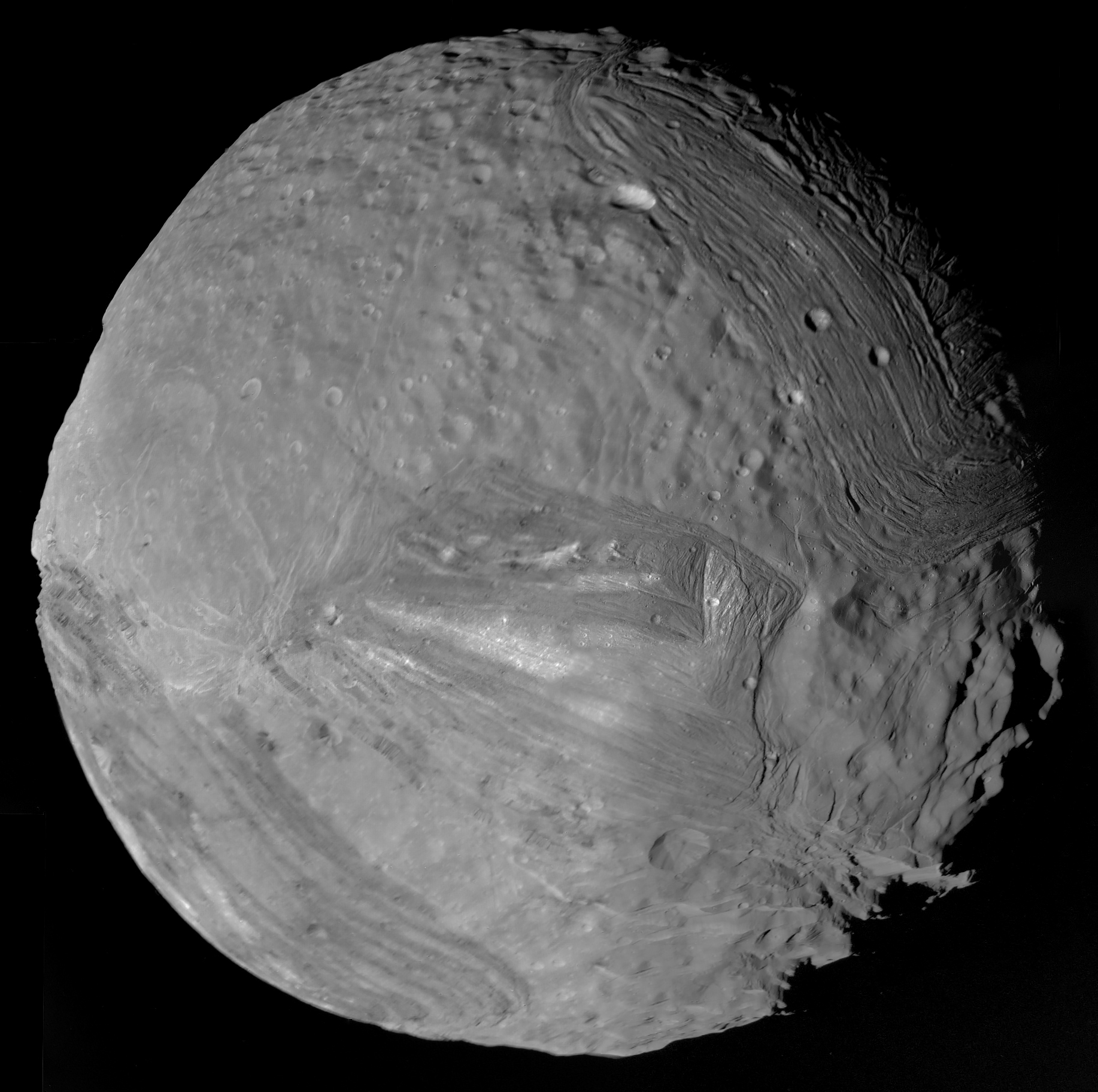
Супутник Урана Міранда, знятий «Вояджером-2».

До прольоту «Вояджера-2» даних про магнітне поле Урана не було. Його інтенсивність порівнянна з земною, хоча магнітне поле Урана сильніше варіюється від точки до точки через його велике зміщення від центра Урана. Особлива орієнтація магнітного поля дає змогу припустити, що воно генерується на проміжних глибинах у його надрах, де тиск уже достатньо високий, щоб вода стала електропровідною. «Вояджер-2» виявив, що одним із найяскравіших наслідків його обертання «на боку» є його вплив на хвіст магнітного поля, який сам нахилений на 60° від осі обертання планети. Було показано, що обертання планети закручує магнітний хвіст у довгий «штопор» з протилежного від Сонця боку планети.
Виявлено, що радіаційні пояси Урана за інтенсивністю подібні до радіаційних поясів Сатурні. Інтенсивність випромінювання в межах поясів така, що опромінення швидко б (протягом 100 000 років) зробило темним будь-який метан, захоплений крижаними поверхнями внутрішніх супутників і частинками кільця. Це могло спричинити потемніння поверхонь супутників і частинок кільця, які мають майже рівномірно сірий колір.
Навколо освітленого Сонцем полюса виявлено високий шар серпанку, який також випромінює велику кількість ультрафіолетового світла — це явище отримало назву «електросвітіння». Середня температура атмосфери планети становить близько 59 К (−214,2 °C). Дивним є той факт, що температура на вершинах хмар на освітлених і темних полюсах, а також на більшій частині планети майже однакова.
«Вояджер-2» відкрив 10 нових супутників Урана, довівши їхню загальну кількість до 15 (на той час); через більш ніж 10 років на отриманих ним знімках було виявлено ще один, 11-й супутник — Пердіту. Більшість нових супутників невеликі; найбільший має діаметр близько 150 км.

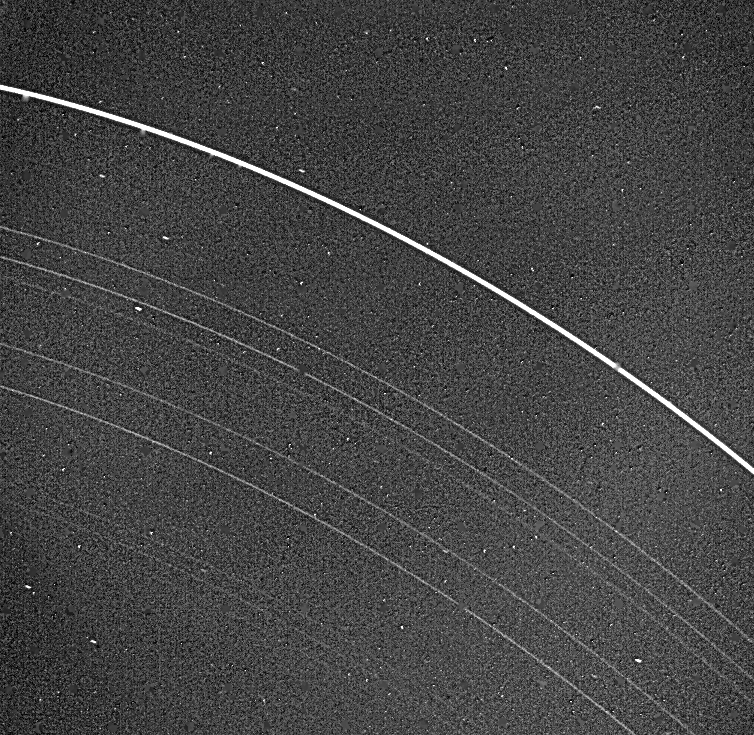
Зроблений «Вояджером-2» знімок темних кілець Уранаю

Міранда, внутрішній із п'яти великих супутників Урана, виявилася одним із найдивніших тіл Сонячної системи. Детальні знімки, зроблені «Вояджером-2» під час прольоту повз неї, виявили величезні овальні структури, які отримали назву «корони» (coronae), оточені розломами глибиною до 20 км, шарами терас і сумішшю старих і молодих поверхонь. За однією з теорій, Міранда могла утворитися шляхом повторної агрегації матеріалу з більш раннього часу, коли її розколов потужний удар.
П'ять великих супутників Урана, як і супутники Сатурна, схоже, є конгломератами крижаних порід. На Титанії знайдено величезні системи розломів і каньйонів, що вказує на певний ступінь геологічної, ймовірно тектонічної активності в її історії. Арієль має найяскравішу і, можливо, наймолодшу поверхню з усіх супутників Урана і, схоже, теж пережив період геологічної активності, яка зумовила появу багатьох долин розломів і великих потоків крижаного матеріалу. На Умбрієлі й Обероні, судячи з їхніх старих і темних поверхонь, геологічна активність була незначною.
«Вояджер-2» досліджував усі дев'ять раніше відомих кілець Урана і виявив, що вони суттєво відрізняються від кілець Юпітера і Сатурна. Судячи з усього, система кілець Урана є відносно молодою і сформувалася не одночасно з Ураном. Частинки, з яких складаються кільця, імовірно, є рештками супутника, знищеного внаслідок зіткнення на високих швидкостях або розірваного гравітацією Урана. «Вояджер-2» виявив також два нових кільця.
У березні 2020 року астрономи НАСА, проаналізувавши старі дані, отримані космічним зондом «Вояджер-2» під час прольоту повз планету в 1986 році, повідомили про виявлення великої атмосферної магнітної бульбашки, так званого плазмоїда, що випускається в космічний простір з Урана.

## Запропоновані місії
| Концепції місій на Уран  | Організація/країна | Тип                                                   |
| ------------------------ | ------------------ | ----------------------------------------------------- |
| MUSE                     | ЄКА                | Орбітальний та атмосферний зонд.                      |
| OCEANUS                  | НАСА/JPL           | Орбітальний зонд.                                     |
| ODINUS                   | ЄКА                | Орбітальні зонди — близнюки навколо Урана та Нептуна. |
| Uranus Orbiter and Probe | НАСА               | Орбітальний та атмосферний зонд.                      |
| Uranus Pathfinder        | Велика Британія    | Орбітальний зонд.                                     |
| Тяньвень-4               | CNSA               | Пролітний зонд.                                       |

Запропоновано низку місій на Уран. Вчені з Космічної наукової лабораторії імені Малларда (MSSL) у Великій Британії запропонували спільну місію НАСА і ЄКА Uranus Pathfinder до Урана. У грудні 2010 року до ЄКА був поданий заклик до запуску у 2022 році місії середнього класу (М-класу), підписаний 120 вченими з усього світу. ЄКА обмежує вартість місій М-класу 470 мільйонами євро.
У 2009 році команда планетологів з Лабораторії реактивного руху (JPL) НАСА розробила проєкти орбітального апарата для дослідження Урана із живленням від сонячних батарей. Найсприятливіший час для запуску такого зонда був би у серпні 2018 року, а прибуття до Урана — у вересні 2030 року. До наукового пакета входили б магнітометри, детектори частинок і, можливо, камера для отримання зображень.
У 2011 році Національна дослідна рада США рекомендувала орбітальний апарат і зонд на Уран як третій пріоритет для флагманської місії НАСА в рамках Десятирічного огляду планетознавства НАСА. Однак ця місія вважалася менш пріоритетною, ніж майбутні місії до Марса і системи Юпітера, які згодом дістали назви Марс 2020 і Europa Clipper.
Місія на Уран є одним із декількох запропонованих варіантів використання безпілотного варіанту важкої ракети-носія НАСА SLS, яка зараз розробляється. Як повідомляється, SLS буде здатна запускати на Уран до 1,7 метричної тонни вантажу.
У 2013 році було запропоновано використати електричне вітрило (E-Sail) для відправлення зонда для входу в атмосферу Урана.
У 2015 році НАСА оголосило про початок техніко-економічного обґрунтування можливості орбітальних місій до Урана і Нептуна в рамках бюджету обсягом 2 млрд доларів (за курсом на 2015 рік). За словами директора НАСА з планетарних наук Джеймса Гріна, який ініціював це дослідження, такі місії будуть запущені не раніше кінця 2020-х років, а вибір конкретних місій залежатиме від того, які з них схвалить спільнота планетологів і чи зможе НАСА забезпечити космічні апарати джерелами ядерної енергії. Аналізуються концептуальні проєкти таких місій.
Місія MUSE, задумана у 2012 році й запропонована у 2015-му, є європейською концепцією спеціальної місії до Урана з метою вивчення його атмосфери, внутрішніх шарів, супутників, кілець і магнітосфери. Місію пропонується запустити ракетою Ariane 5 у 2026 році; вона має прибути до Урана у 2044 році і працювати до 2050 року.
У 2016 році була розроблена ще одна концепція місії під назвою OCEANUS (Origins and Composition of the Exoplanet Analog Uranus System). Вона представлена у 2017 році як потенційний претендент за програмою New Frontiers. Концепція розроблена студентами Університету Пердью під час Літньої школи з планетології НАСА/JPL 2017 року. OCEANUS — це орбітальний апарат, який дасть змогу детально вивчити структуру магнітосфери та внутрішню будову планети, що було б неможливим при прольоті повз неї.
У 2022 році найвищим пріоритетом для флагманської місії НАСА в рамках Десятирічного огляду планетознавства на 2023—2032 роки була визначена місія орбітального апарата та зонда для дослідження Урана. Через брак знань про крижані гіганти ця місія випередила проєкт Enceladus Orbilander та поточну місію для повернення зразків з Марса (MSR).
Майбутні стартові вікна місій до Урана припадають на період між 2030 і 2034 роками.
Китай планує відправити свою першу дослідницьку місію на Уран у 2045 році в рамках проєкту «Тяньвень-4».